# Omentolaelaps mehelyae
Famille
Genre
Espèce
Omentolaelaps mehelyae  est une espèce d'acariens et la seule espèce de la famille Omentolapidae. C'est un parasite de serpents du genre Mehelya au Congo.